# Landhaus Käthe
Das Landhaus Käthe liegt im Stadtteil Niederlößnitz der sächsischen Stadt Radebeul, in der Zillerstraße 10. Es wurde 1874 durch die Lößnitz-Baumeister Gebrüder Ziller errichtet. Es erhielt 1913 seinen Häusernamen, der sich auf die Ehefrau des zweiten Eigentümers bezieht. Die jetzigen Eigentümer ließen den jugendstilartigen Hausnamen 1992 durch den Radebeuler Maler Pit Müller restaurieren.

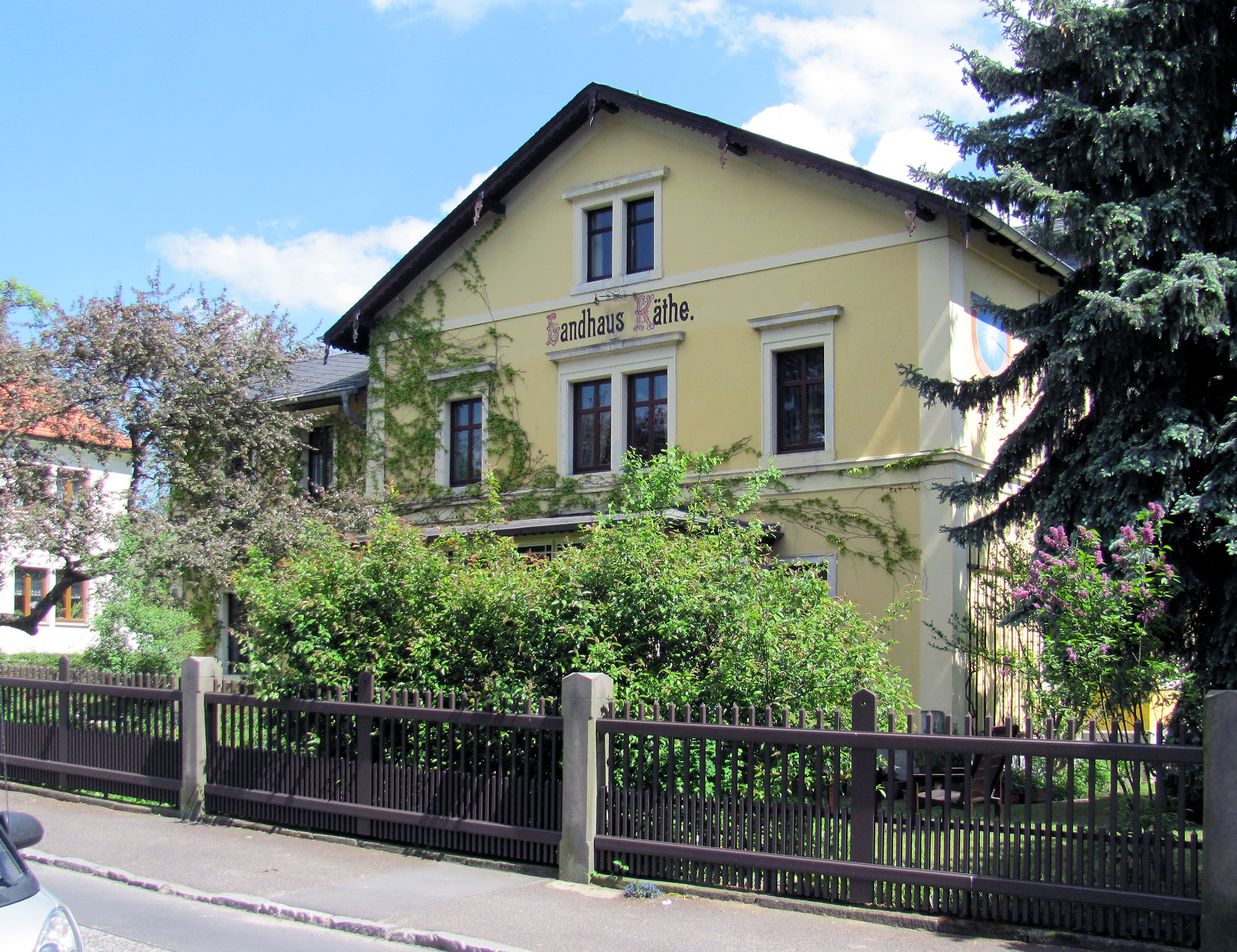
Landhaus Käthe

## Beschreibung

Landhaus Käthe links hinter dem Gotischen Haus, rechts die Zillerstraße 13 (um 1900)

Landhaus Käthe, um 1910

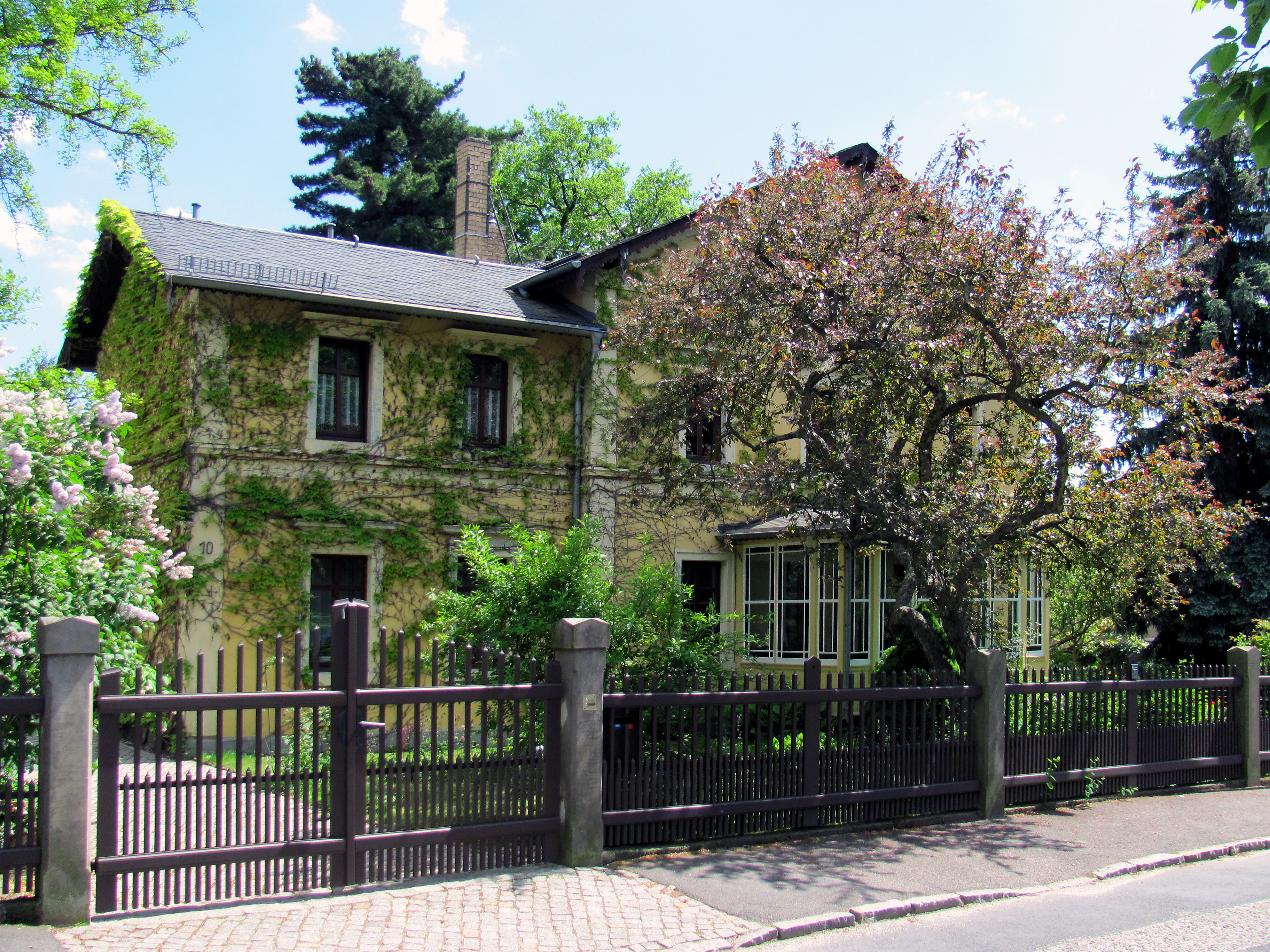
Landhaus Käthe

Das villenartige, mitsamt Einfriedung unter Denkmalschutz stehende Landhaus besteht aus zwei zweigeschossigen Baukörpern. Das Haupthaus steht giebelständig zur Straße, der sich auf der linken Seite anschließende Wirtschaftsflügel steht quer dazu.
Das Hauptgebäude von drei Fensterachsen Breite hat ein flaches, verschiefertes Satteldach mit Sparrengiebeln, an denen sich verzierte Kragbalken sowie hölzerne Zapfen im Schweizerstil befinden. In der Straßenansicht ist eine eingeschossige, verglaste Holzveranda vorgelegt. Die mittlere Fensterachse dieses Schaugiebels ist als Zwillingsfenster ausgebildet. Zwischen den zwei obersten Mittelfenstern steht in zweifarbiger, auf Putz gemalter Zierschrift Landhaus Käthe unter einem schmiedeeisernen Fahnenstangenhalter.
In der linken Seitenansicht steht ein etwas niedrigerer, traufständiger Wirtschaftsflügel mit zwei Fensterachsen zur Straße sowie einem Satteldach. In der dadurch im Innenhof entstandenen Innenecke befindet sich der Eingang mit Anbauten. In der rechten Seitenansicht nach Süden steht ein Erker, das Erdgeschoss trägt ein Rankgitter, auf dem Dach befinden sich Dachgauben, unter der Traufe Drempelfenster.
Das Gebäude ist einschließlich des Sockels glatt verputzt, die Baukörper werden jeweils an den Gebäudekanten durch Ecklisenen gefasst und durch Sohlbankgesimse gegliedert. Das mittlere davon ist profiliert und zieht sich um das gesamte Gebäude, dadurch beide Baukörper zusammenfassend. Die Fenster werden von Gewänden aus Sandstein eingefasst, von denen viele durch horizontale Fensterverdachungen bekrönt werden.
Die Einfriedung besteht aus Staketzaunfeldern zwischen Sandsteinpfosten.
Schräg gegenüber liegt die Villa Käthe (Zillerstraße 7).